# ظهرة عوضة (القفر)

تعديل مصدري - تعديل

ظهرة عوضة محلة تابعة لقرية راس النقيل، التابعة لعزلة بني سيف السافل بمديرية القفر إحدى مديريات محافظة إب في الجمهورية اليمنية، بلغ تعداد سكانها 56 حسب تعداد اليمن لعام 2004.